# Henriette d'Angeville
Henriette d'Angeville (10. března 1794 Semur-en-Brionnais – 13. ledna 1871 Lausanne) byla francouzská průkopnice horolezectví, v pořadí druhá žena v historii, které se podařilo vystoupit na vrchol Mont Blancu.

## Stručný životopis
Henriette d'Angeville pocházela z francouzské šlechtické rodiny. V letech Velké francouzské revoluce byl její otec uvězněn a její děd byl popraven. Rodina se odstěhovala do oblasti Bugey východně od Lyonu v regionu Rhône-Alpes. Po smrti otce v roce 1827 se Henriette usadila v Ženevě.

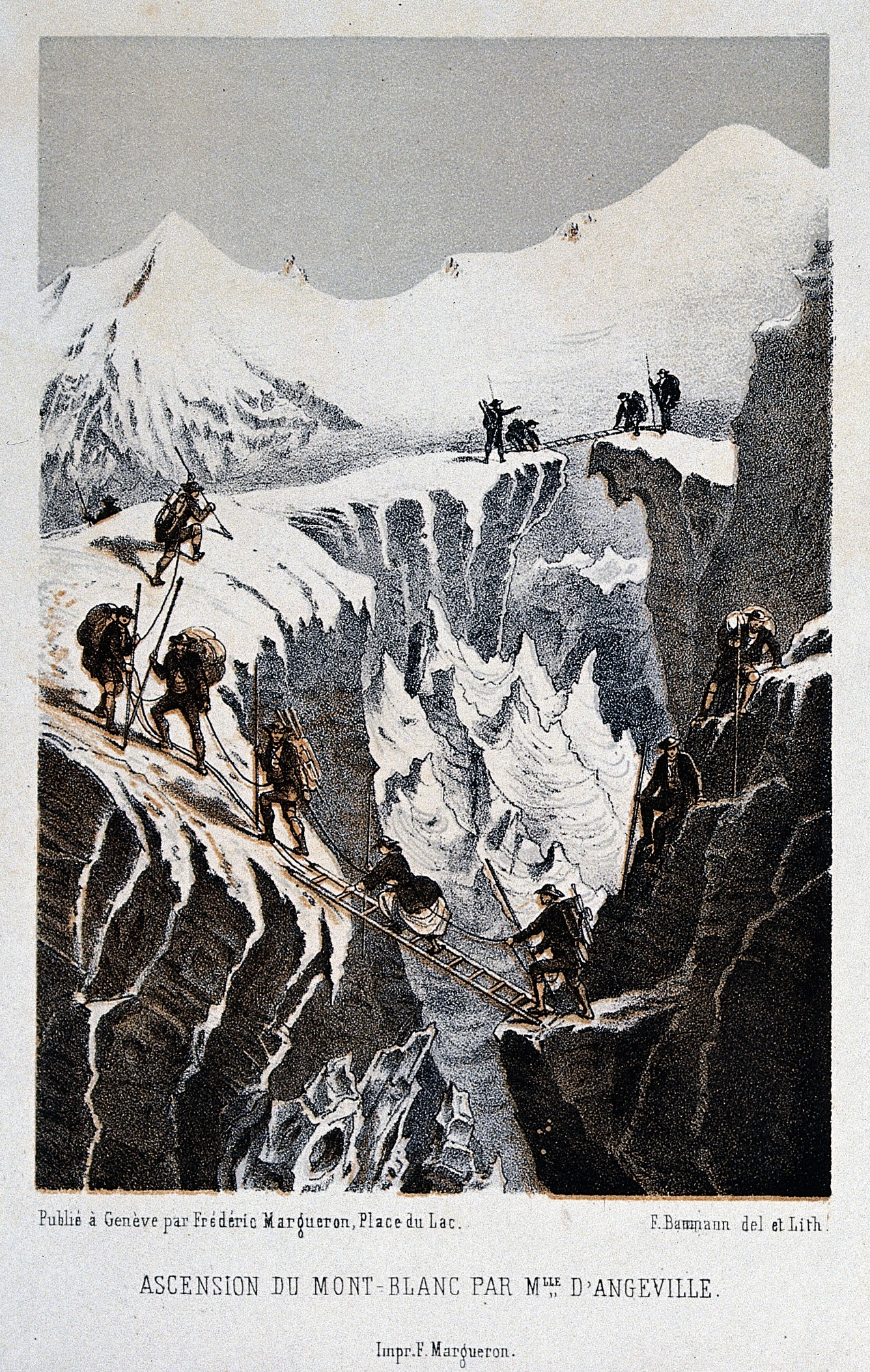
Henriette d'Angeville překonává horskou průrvu při výstupu na Mont Blanc. (F. Baumann, barevná litografie)

Po slavném výstupu na Mont Blanc Henriette pokračovala v horolezeckých aktivitách a během následujících 25 let zdolala další dvě desítky horských vrcholů. Svou horolezeckou kariéru zakončila ve věku 65 let výstupem na Oldenhorn v masívu Diablerets v Bernských Alpách. V posledních letech života se Henriette d'Angeville zajímala o speleologii a také o vytváření mineralogických sbírek ve švýcarském městě Lausanne, kde v lednu roku 1871 zemřela.

## Výstup na Mont Blanc
V roce 1838 se Henriette d'Angeville rozhodla uskutečnit svůj sen – třicet let poté, co jej zdolala Maria Paradisová, vystoupit na vrchol Mont Blancu. V té době se sice již rozvíjel turismus, ale horolezecké výstupy na vrcholky hor nebyly příliš časté ani v případě mužů.
V Chamonix Henriettu přivítaly nadšené davy. V doprovodu šesti průvodců v čele s Josephem-Marie Couttetem a šesti nosičů vyrazila Henriette d'Angeville dne 4. září 1838 ve 2 hodiny ráno vzhůru na Mont Blanc a ve 13.15 výprava dosáhla vrcholu. Na počest Henriettina návratu do Chamonix zazněly výstřely z děla a druhý den se zde konala oslava, které se zúčastnila i již šedesátiletá místní občanka Maria Paradisová.
V dalších letech bylo připomínáno, že Henriette byla vlastně první ženou, která zdolala Mont Blanc vlastními silami, protože bylo známo, že Marii Paradisové vydatně pomohli nahoru její průvodci. Na památku tohoto historického sportovního výkonu byla v obci Hauteville-Lompnès v kraji Bugey, kde se nachází hrad rodu d'Angeville, po Henriettě d'Angeville pojmenována jedna z místních ulic. Horolezecké výkony Henriette d'Angeville otevřely také velmi důležitou (a v 19. století dosud tabuizovanou) otázku používání vhodného sportovního oblečení ženami-sportovkyněmi.